# IC 3852
IC 3852 је спирална галаксија у сазвјежђу Ловачки пси која се налази на листи објеката дубоког неба у Индекс каталогу.
Деклинација објекта је + 35° 46' 23" а ректасцензија 12h 53m 3,2s. Привидна величина (магнитуда) објекта IC 3852 износи 14,3 а фотографска магнитуда 15,0. IC 3852 је још познат и под ознакама UGC 8019, MCG 6-28-38, KUG 1250+360, PGC 43750.